# Mortimer Sackler

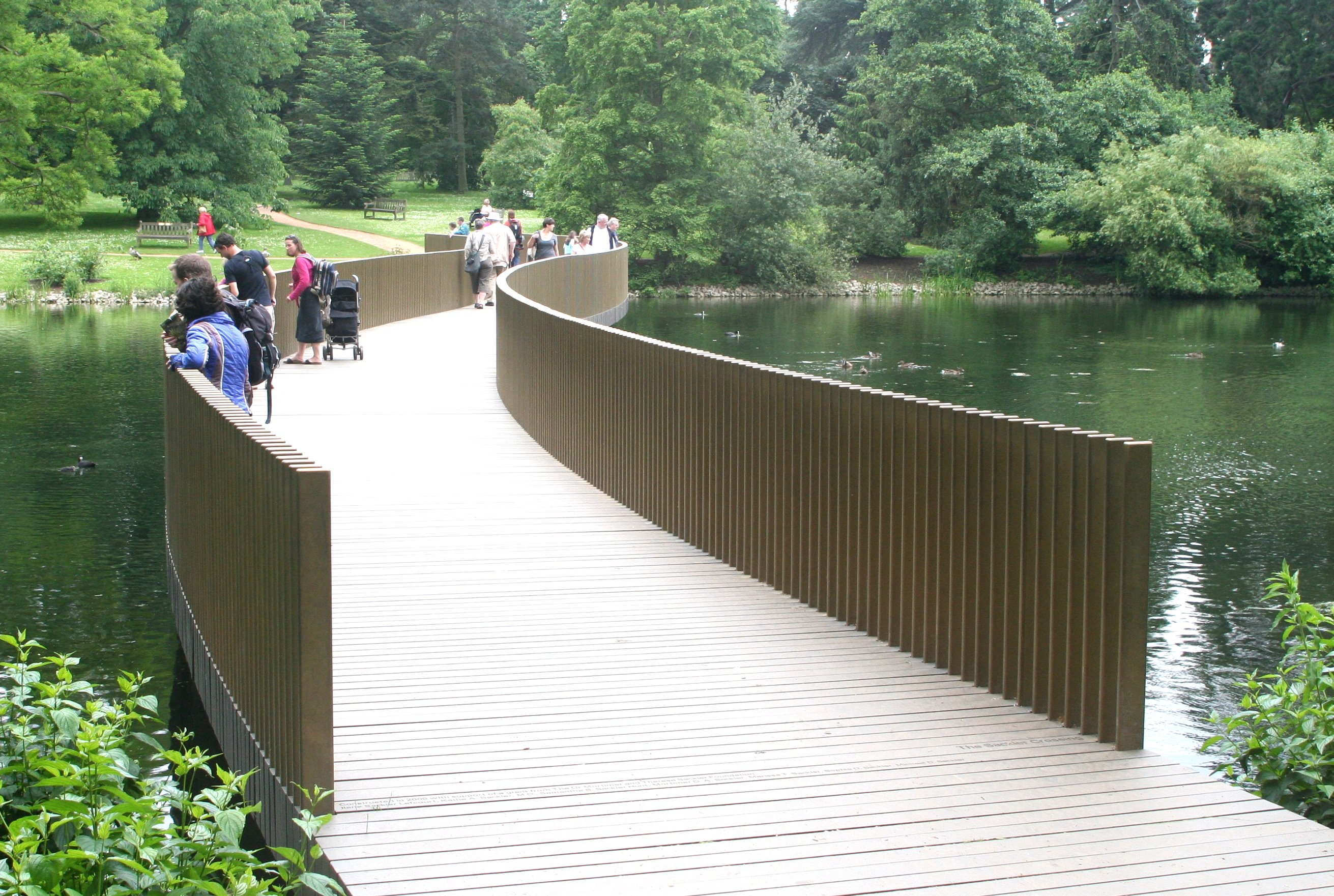
The Sackler Crossing i Royal Botanic Gardens, Kew.

Mortimer Sackler, född 7 december 1916 i New York i USA, död 24 mars 2010 i Gstaad i Schweiz, var en amerikansk psykiater och företagsledare.

## Biografi
Mortimer Sackler var bror till Raymond Sackler och Arthur Sackler och växte upp i en judisk invandrarfamilj i Brooklyn, son till livsmedelshandlaren Isaac Sackler från Polen och Sophie Greenberg. Han började utbilda sig till läkare 1937 på University of Glasgow i Storbritannien.  
Under Koreakriget var han militärpsykiater i armén med tjänstgöring i Denver i Colorado. Han arbetade därefter tillsammans med sina två bröder på Creedmoor Psychiatric Center i New York, där de bedrev forskning i schizofreni och i manodepressiv sjukdom.
Han ägde en tredjedel i familjeföretaget och läkemedelstillverkaren Purdue Pharma och drev företaget tillsammans med brodern Raymond Sackler. Purdue Pharma har framförallt gjort sig känt för sitt opioidläkemedel OxyContin.
Han avsade sig amerikanskt medborgarskap 1974 och bodde därefter omväxlande i Storbritannien, Schweiz och Cap d'Antibes i Frankrike.
Mortimer Sackler och hans bröder donerade stora belopp till medicinsk verksamhet och naturvetenskaplig forskning samt till konst. Sackler Wing på Metropolitan Museum of Art i New York inrymmer Isistemplet i Dendur och Raymond and Beverly Sackler Wing på British Museum inrymmer museets samling av konst från forntidens Främre Orienten och Egypten.